# Frets on Fire
Frets on Fire (engl. für „Bünde in Flammen“) ist ein freies Musik-Computerspiel, in dem der Benutzer virtuell E-Gitarre spielt. Das Spiel ist der Gewinner der Assembly Demo Party 2006.
Es ist in Python geschrieben.

## Spielmechanik
Frets on Fire ist ein Guitar-Hero-Klon. Der Spieler versucht dabei, die Gitarren-Teile aus verschiedenen Liedern nachzuspielen. Die Noten werden auf dem Bildschirm angezeigt, synchron mit dem im Hintergrund abgespielten Lied. Gespielt werden die Noten durch das Halten der „Fret Buttons“ (Standard: F1-F5) und rechtzeitiges Drücken des „Pick Buttons“ (Standard: Enter). Serien von richtig gespielten Noten erhöhen den Punkte-Multiplikator, ein Fehlgriff jedoch setzt diesen wieder zurück. Am Ende eines Liedes erhält der Spieler eine Wertung in Form von Punkten, null bis fünf Sternen, der Prozentanzahl der richtig gespielten Noten sowie die Länge der längsten Serie an richtig angeschlagenen Noten.
Highscores können auf die offizielle Website hochgeladen und somit mit denen anderer Spieler verglichen werden.
Eine Besonderheit dieses Spieles ist die Steuerung: Die Tastatur wird aufgenommen und ähnlich wie eine Gitarre gehalten: Die linke Hand an den „Fret Buttons“, die rechte an dem „Pick Button“.

## Funktionalitäten
- Abhängig vom Lied bis zu vier unterschiedliche Schwierigkeitsstufen (Deppensicher, Gemütlich, Normal und Total krank).
- Ein Tutorial, das die Grundfunktionen erklärt.
- Ein Song-Editor zur Erstellung neuer „Frets“ für eigene Lieder.
- Drei Standard-Lieder (mit drei Schwierigkeitsstufen), weitere können über die Website heruntergeladen werden.
- Die Tastenbelegung der „Fret Buttons“ und des „Pick Buttons“ kann beliebig verändert werden. Dies ist insofern nützlich, da manche Tastaturen exotische Tastenkombinationen nicht unterstützen, was das Spielen mancher Akkorde unmöglich macht (siehe Systemanforderungen).
- Joystick-Unterstützung, so dass die Guitar-Hero-Gitarre (PlayStation 2) mittels PS2-/USB-Adapter verwendet werden kann.
- Joystick-Unterstützung, auch für die Playstation-3-Guitar-Hero-Gitarre die mit dem beigelegten kabellosen USB-Adapter verwendet werden kann. Der PC erkennt automatisch den Playstation-3-Gitarrenkontroller und kann somit auch in Frets on Fire verwendet werden.
- Seit der Aktualisierung vom 30. August 2006 können Lieder direkt von Guitar Hero importiert werden.
- Neue Noten für verschiedene Lieder werden ständig von der Community entwickelt und veröffentlicht.
- Guitar-Hero-Gitarre der Wii möglich über Bluetooth und GlovePie

## Systemanforderungen

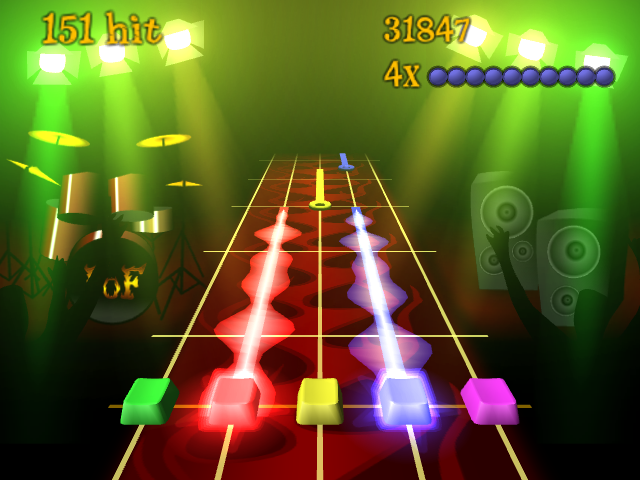
Screenshot von Frets on Fire

Windows: 128 MB RAM, eine schnelle OpenGL-Grafikkarte (Shader-Unterstützung nicht erforderlich), DirectX kompatible Soundkarte.
Linux: SDL, SDL_ttf, SDL_mixer, 128 MB RAM, eine schnelle OpenGL-Grafikkarte (Shader-Unterstützung nicht erforderlich, Antialiasing-Unterstützung empfohlen), SDL kompatible Soundkarte.
Die Standard-Tastenbelegung funktioniert nicht mit jeder Tastatur. Während das gleichzeitige Drücken eines „Fret Buttons“ und des „Pick Buttons“ kein Problem darstellt, funktioniert das gleiche mit zwei oder drei „Fret Buttons“ und dem „Pick Button“ nicht mehr. Dies hängt vom internen Design des Keyboards ab und ist unabhängig von der Anschlussart (USB, PS/2, Funk), dem Alter und der Qualität der Tastatur. In der Regel hilft es, die Tastaturbelegung zu ändern (etwa auf die Zifferntasten 1–5 anstelle der Funktionstasten).